# Guidoriccio da Fogliano all'assedio di Montemassi
Il Guidoriccio da Fogliano all'assedio di Montemassi (detto anche solamente Guidoriccio da Fogliano) è un grande affresco (968x340 cm) collocato nella Sala del Mappamondo del Palazzo Pubblico di Siena. È attribuito per tradizione a Simone Martini, che l'avrebbe dipinto nel 1330, ma una lunga controversia, iniziatasi nel 1977, e il recente ritrovamento di disegni preparatori farebbero pensare a un rifacimento del Quattrocento.

## Descrizione
L'opera mostra il comandante delle truppe senesi, Guido Ricci o Guidoriccio da Fogliano di Reggio Emilia, a cavallo, di profilo, mentre va all'assalto del Castello di Montemassi in Maremma, nel 1328. Sullo sfondo, un paesaggio piuttosto realistico con montagne, un accampamento e le località teatro dei fatti.
Il dipinto mostra segni di ripetuti interventi, ridipinture e rifacimenti, messi ancor più in evidenza dal restauro conservativo effettuato da Giuseppe Gavazzi nel 1980.
In basso, all'interno di una cornice decorativa dipinta, si legge A(N)NO D(OMI)NI M.CCC.XXVIII.

## La controversia sull'attribuzione

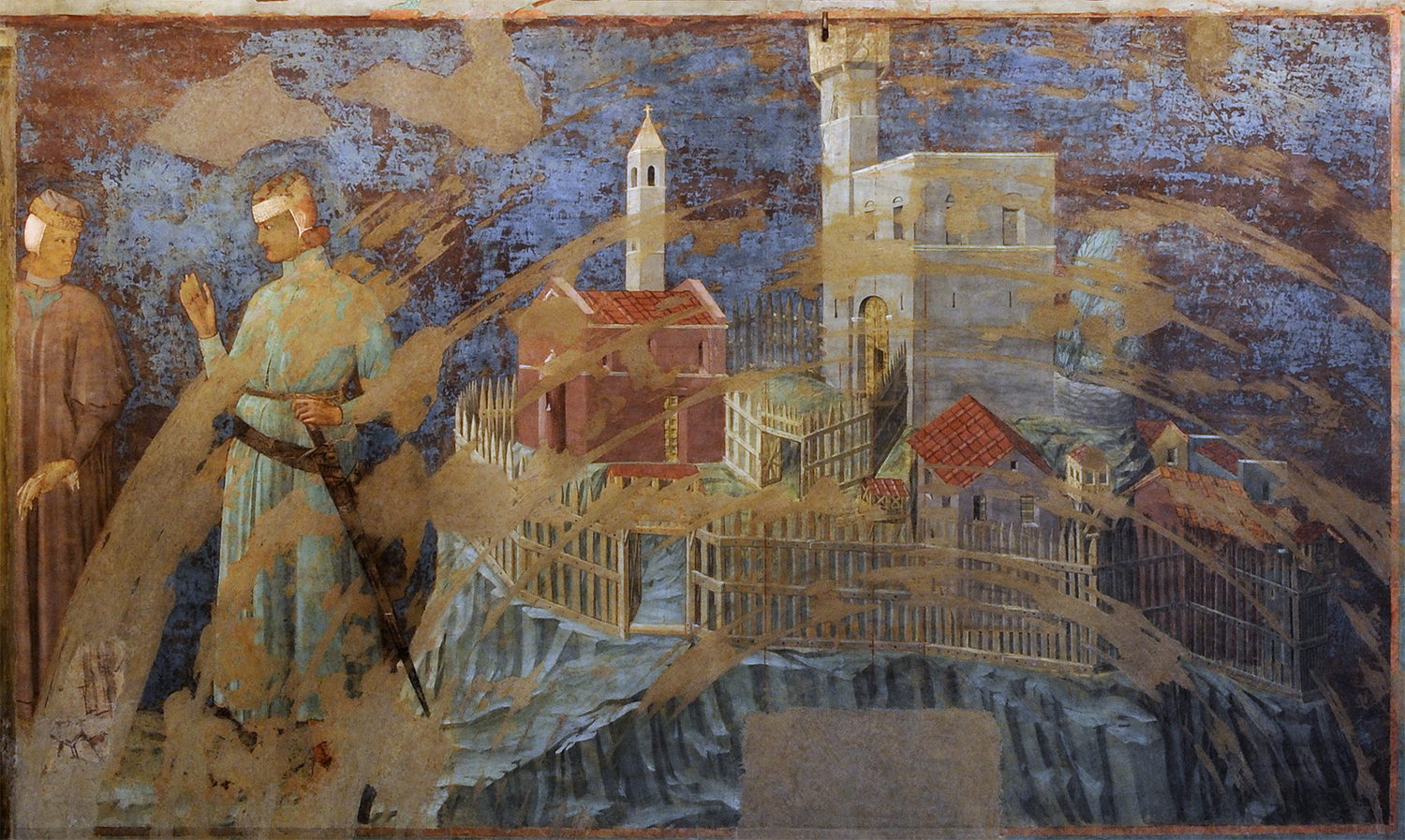
L'affresco riscoperto, secondo alcuni il vero Guidoriccio di Simone Martini

L'attribuzione a Simone Martini parrebbe suffragata da un documento del 1330, in cui si dà mandato al maestro Simone di dipingere per sedici fiorini i castelli di Montemassi e Sassoforte appena acquisiti dalla Repubblica Senese; l'anno dopo egli riceverà otto fiorini d'oro per dipingere Arcidosso e Castel del Piano. Il documento cita il castello di Montemassi, ma non parla di un ritratto equestre di Guidoriccio.
Considerazioni stilistiche, araldiche, storiche e di altro genere avevano portato già nel 1977 Gordon Moran a dubitare dell'attribuzione al Martini, e a pensare invece a un dipinto commemorativo quattrocentesco. L'ipotesi non convinse gli studiosi italiani.
Solo nel 1980, dopo restauri eseguiti sulla parete in cui si trovava il famoso Mappamondo che dà il nome alla sala, venne alla luce, sotto il Guidoriccio, un altro affresco, e la controversia s'infiammò, coinvolgendo critici, storici, tecnici ed esperti di ogni materia.
L'affresco sottostante si è rivelato di straordinaria qualità e, per chi nega l'autenticità del Guidoriccio, proprio questo sarebbe la vera opera di Simone, che del resto è certo abbia realizzato altri lavori nella sala, oltre ovviamente alla Maestà. Se poi la scena ora riscoperta raffiguri la conquista di Montemassi o un'altra vittoria senese è motivo di dubbi anche per chi sostiene la paternità del Martini. I contrari concludono, per lo più, con l'attribuirlo a Duccio di Boninsegna, e individuano in vario modo l'episodio raffigurato, ovviamente escludendo l'assedio di Montemassi, avvenuto quando Duccio era morto da un decennio. Quest'attribuzione è però fermamente negata dai sostenitori di Simone, anche per l'incompatibilità stilistica, che essi ravvisano, tra questo affresco e l'opera di Duccio: in particolare per la modernità della scena, non compatibile con il suo stile bizantineggiante. La totale perdita (o inesistenza) di affreschi di Duccio e di suoi dipinti di soggetto laico rende l'attribuzione ancor più difficile.
In ogni caso, questa scoperta ha messo viepiù in dubbio l'autenticità e la paternità del dipinto tradizionale, creando più alternative di attribuzione. Un'ipotesi di matrice anglosassone, con Michael Mallory e il Moran in testa, basata sulla rilevazione di asserite incongruenze presenti nel Guidoriccio, conclude trattarsi di un pastiche del XVIII o XIX secolo; un'altra lo ritiene opera (modesta) di un ignoto pittore senese di fine Trecento o inizio Quattrocento (Zeri). Altri autorevoli studiosi (come Bellosi e De Castris) continuano a sostenere l'attribuzione a Simone Martini.

### I principali punti della polemica

#### Aspetti tecnici
- L'intonaco del Guidoriccio sormonta l'intonaco del nuovo dipinto scoperto (attribuibile per qualità anche alla mano di Simone Martini) che, in base a strette somiglianze topografiche e considerazioni araldiche, rappresenta Arcidosso, il castello dell'Amiata conquistato da Guidoriccio nel 1331; alcuni ritengono si tratti del castello di Giuncarico dipinto in precedenza (1315), ma in tal caso non corrisponderebbero le vicende storiche con la rappresentazione della resa;
- l'intonaco del Guidoriccio sormonta anche, sull'angolo della sala, l'intonaco di un affresco di Lippo Vanni dipinto nel 1364[1];
- la tecnica delle giornate molto grandi nell'affresco del Guidoriccio non era tipica della pittura del Trecento, ma è di molto successiva[1];
- vi sono incongruenze negli adiacenti affreschi del Sodoma, come se, per far posto al Guidoriccio, fossero state tagliate parti di trabeazioni o altri particolari;
- il restauro ha evidenziato la grande differenza materica e di colore tra le parti del Guidoriccio, come fosse veramente un pastiche di parti dipinte in date molto lontane tra loro.

#### Aspetti storici
- È dubbio che la Repubblica Senese avrebbe consentito la rappresentazione celebrativa di un condottiero mercenario nel Palazzo Pubblico, né l'avrebbe conservato dopo che Guido Riccio era stato cacciato senza complimenti per essersi posto al soldo dei nemici di Siena;
- se Simone avesse dipinto un ritratto di Guido Riccio, questo sarebbe stato cancellato in segno di punizione simbolica (damnatio memoriae). Il "vero" ritratto sarebbe quindi la figura in effetti cancellata con uno strato di blu nell'affresco sottostante; Guido Riccio sarebbe la figura con la mano sulla spada, e la figura che ha sfilato i guanti in segno di sottomissione uno degli Aldobrandeschi;
- Ghiberti, l'Anonimo Gaddiano, Vasari e gli storici locali Ugurgieri, Chigi, Mancini, Piccolomini, Montebuoni, Nasini non fanno mai riferimento a un dipinto di Guido Riccio all'assedio di Montemassi; anzi, attorno al 1700, uno storico locale, Macchi, identifica l'uomo a cavallo con Giovanni d'Azzo Ubaldini, dipinto verso il 1390;
- il ritratto di Guidoriccio a cavallo sembra riprendere uno dei monumenti equestri dedicati ai condottieri, che però erano sconosciuti prima del 1400; inoltre si conoscono solo ritratti equestri di condottieri realizzati dopo la morte[2];
- le fortificazioni nella cittadella a sinistra del Guidoriccio parrebbero tipiche dell'architettura militare del XV secolo;
- la catapulta dentro il cosiddetto battifolle appare anacronistica, e alcune delle feritoie del battifolle sono più simili a quelle per archibugieri che a quelle usate dai balestrieri;
- il battifolle stesso sembra un colossale anacronismo. Era una macchina da guerra in legno, dotata di ruote per lo spostamento sul campo di battaglia. Nell'affresco somiglia più a un vero castello dotato di una doppia cinta muraria, sei torri e due porte di accesso;
- il castello al centro sarebbe invece la fortezza di Roccatederighi, riprodotta sicuramente dopo il 1550. Era munita di una doppia cinta muraria e due porte di accesso, e ancor oggi alcuni aspetti della sua architettura e morfologia naturale coincidono con l'affresco e con la mappa topografica redatta per conto del Catasto Leopoldino nel 1820[3];
- la collina altissima a destra può essere solo il monte Sassoforte e siccome non c'è un castello dipinto in cima, la data 1328 nell'iscrizione è anacronistica[3];
- le vigne con la tecnica a tendone sembrano anacronistiche e forse sono anche un colossale abbaglio: le "vigne" citate nei documenti trecenteschi erano macchine belliche usate negli assedi, sicché dipingere vigneti in una scena di guerra significa fraintendere il termine;
- sarebbero anacronistici anche alcuni particolari delle armi e dell'armatura di Guido Riccio.

#### Aspetti stilistici
- Ci sono troppe differenze (di stile, dimensioni, iconografia, cornici, ecc.) fra il Guidoriccio e l'affresco scoperto nel 1980 per credere che entrambi facessero parte dello stesso ciclo di castelli dipinti, e la morfologia del paesaggio nell'affresco del 1980 è vicinissima alla struttura panoramica di Arcidosso;
- sappiamo che Simone dipinse Montemassi, Sassoforte, Arcidosso, Casteldelpiano, e il Guidoriccio tradizionale è troppo esteso per lasciare spazio ad altri tre castelli di tal grandezza;
- secondo lo storico dell'arte Lionello Venturi questo ciclo di castelli non includeva ritratti di personaggi a cavallo;
- la qualità del Guidoriccio è inferiore all'affresco scoperto e non degna (secondo Zeri, Briganti) di Simone Martini; fra i due dipinti "c'è un abisso, per qualità tecnica, per immaginazione visiva..."[4];
- la cornice dell'affresco di Guido Riccio sarebbe anacronistica;
- le lettere nell'iscrizione sembrano anacronistiche, in particolare per i rigonfiamenti delle lettere N e M.

#### Aspetti araldici
- Gli statuti del Governo dei Nove proibivano di dipingere stemmi delle famiglie nobili dentro il Palazzo Pubblico;
- la bandiera di un capitano mercenario non poteva essere esposta su una torre alla stessa altezza della "Balzana" durante il Governo dei Nove a Siena;
- i punti scuri nella gualdrappa e nella sopravveste sarebbero un anacronismo araldico, perché corrispondono alla più tarda tecnica per significare il colore d'oro;
- lo stemma della famiglia di Guido Riccio appare del tutto diverso in un manoscritto a Padova;
- alcuni stemmi dipinti nell'accampamento sembrano fasulli.

### La scoperta dei disegni preparatori
Un'importante scoperta è stata effettuata nel 2010. Un antiquario palermitano è entrato in possesso di cinque pergamene, nascoste nella copertina di un libro, raffiguranti bozzetti del Guidoriccio. Le pergamene sono firmate da Francesco e Domenico d'Andrea e risalirebbero al 1442 circa.
Per la tecnica grafica e alcuni dettagli si ritiene trattarsi di disegni preparatori a un affresco ex novo, il che sembra avvalorare l'ipotesi Moran-Mallory.
A seguito di recenti ricerche, è stato ipotizzato che il condottiero solitario sia il console romano Attilio Regolo, inserito nel contesto spaziale della battaglia di Adys, che vide le forze romane prevalere sui cartaginesi (ipotesi Farmeschi).